# Àngels Navarro i Simon
Àngels Navarro i Simon (Barcelona, 18 de gener de 1958) és llicenciada en psicologia i està especialitzada en psicomotricitat i teràpia a partir del joc, tema sobre el qual ha realitzat diversos estudis, conferències i exposicions. Durant molts anys, ha col·laborat en la secció de passatemps de El Periódico de Catalunya i de les revistes Escuela i Cavall Fort.
Va publicar el seu primer llibre el novembre de 2003 i, actualment, ja és autora de seixanta-vuit títols, entre ells, ¡Despegamos!, ¡Qué frío! ¡Qué calor!. A més, ha escrit una col·lecció de quatre quaderns escolars i ha desenvolupat dues col·leccions de vint-i-dos llibres d'entreteniment mental. També, ha realitzat projectes audiovisuals i multimèdia, com programes de televisió (Mueve tu Mente i Enginy), onze jocs d'internet i una col·lecció de dotze CD-ROM de passatemps mentals.

## Obres destacades
- ¡Bienvenido, Otoño! Combel, 2015.
- ¡Bienvenido, invierno! Combel, 2015.
- Monstruario. Combel, 2015.
- Cada dia un nou repte. Barcanova, 2016.
- Adivina y dibuja. Ediciones B, 2017.
- 50 juegos para resolver en menos de un minuto. Beascoa (Penguin Random House), 2017.
- 1001 cosas para buscar en menos de 1 minuto. Beascoa, 2018.
- Cerebro a tope. Círculo de lectores, 2018.
- ¡Cada día más retos! Barcanoca, 2018.